# Willem Coetzer
Pour les articles homonymes, voir Coetzer.
Willem Hermanus Coetzer (9 novembre 1900 - 29 septembre 1983) était un peintre sud-africain, issu de la communauté afrikaner. 

## Biographie
Willem Coetzer est né au Cap en 1900. Ses parents s'installent à Johannesbourg au Transvaal alors qu'il n'a que 2 ans. Son père décède alors qu'il encore très jeune. Il commence à dessiner et à peindre à l'âge de 10 ans puis étudie l'architecture et par correspondance, la peinture. 
En 1925, il va à Londres pour tenter de suivre des études artistiques. N'ayant pas suffisamment d'argent pour payer les droits d'inscription, il erre dans les musées locaux et entreprend de faire des copies des plus belles peintures. De retour en Afrique du Sud, il se met à peindre ses propres œuvres et en 1928, organise sa première exposition à Johannesbourg. Il vend alors suffisamment de peintures pour financer un nouveau voyage à Londres et suivre des études d'arts. 
De 1928 à 1930, il voyage en Europe et étudie à l'école centrale des arts de Londres. En 1934, en pleine montée du nationalisme afrikaner, il commence lui-même à peindre des scènes relatives à l'histoire des Boers et des Voortrekkers. Il se documente sur la vie des pionniers pour que ses scènes soient réalistes. Il devient alors un expert reconnu du mode de vie afrikaner au XIXe siècle. En 1938, il dessine le timbre commémoratif du Grand Trek. 
En 1947, il publie ‘My Kwas Vertel’ puis en 1948 dessine les reliefs en marbre et les tapisseries du Voortrekker Monument de Pretoria. Il réalise aussi de nombreux portraits dont ceux des premiers ministres sud-africains JG Strijdom, DF Malan, et  James Barry Hertzog ainsi que ceux de Jan Celliers et Totius. En 1965, Willem Coetzer reçoit la distinction honorifique de l'académie sud-africaine des arts pour l'ensemble de son œuvre. En 1969, celle-ci est présentée dans son intégralité par la ville de Johannesbourg. Il décède en 1983.